# Comuna Fântâna Mare, Bârzula
Fântâna Mare, de asemenea Fontanul Mare (în ucraineană Великий Фонтан, transliterat: Velîkîi Fontan) este o comună în raionul Bârzula, regiunea Odesa, Ucraina, formată din satele Fântâna Mare (reședința), Fântâna Mică, Ghidirim și Mîkolaivka Perșa.

## Demografie
Componența lingvistică a comunei Fântâna Mare
     Ucraineană (50,25%)
     Română (32,98%)
     Rusă (16,12%)
     Alte limbi (0,23%)
Conform recensământului din 2001, majoritatea populației comunei Fântâna Mare era vorbitoare de ucraineană (50,25%), existând în minoritate și vorbitori de română (32,98%) și rusă (16,12%).

## Vezi și
- Românii de la est de Nistru